# Priacco
Priacco è una frazione del comune di Cuorgnè, in provincia di Torino, un tempo comune autonomo e annesso durante il periodo fascista.
Si trova sulla sinistra idrografica del torrente Orco, nel Canavese
Situata a nord-est del comune lungo la strada che porta a Borgiallo e Chiesanuova. Priacco è di antica origine celtica: il suo nome significa prima delle acque, ovvero del torrente Orco.

## Storia
L'antichità di questo paese si conosce fin dall'erezione della sua parrocchia, che risale ad età molto remota: il Papa Sisto IV ne conferiva il diritto di nomina al sacerdote, avvocato Gioanni De Beccutis, canonico arciprete della cattedrale d'Ivrea, nativo di Rivara, più precisamente di un suo cantone molto popolato, che divenne poi comune e parrocchia a parte col nome di Forno Canavese.

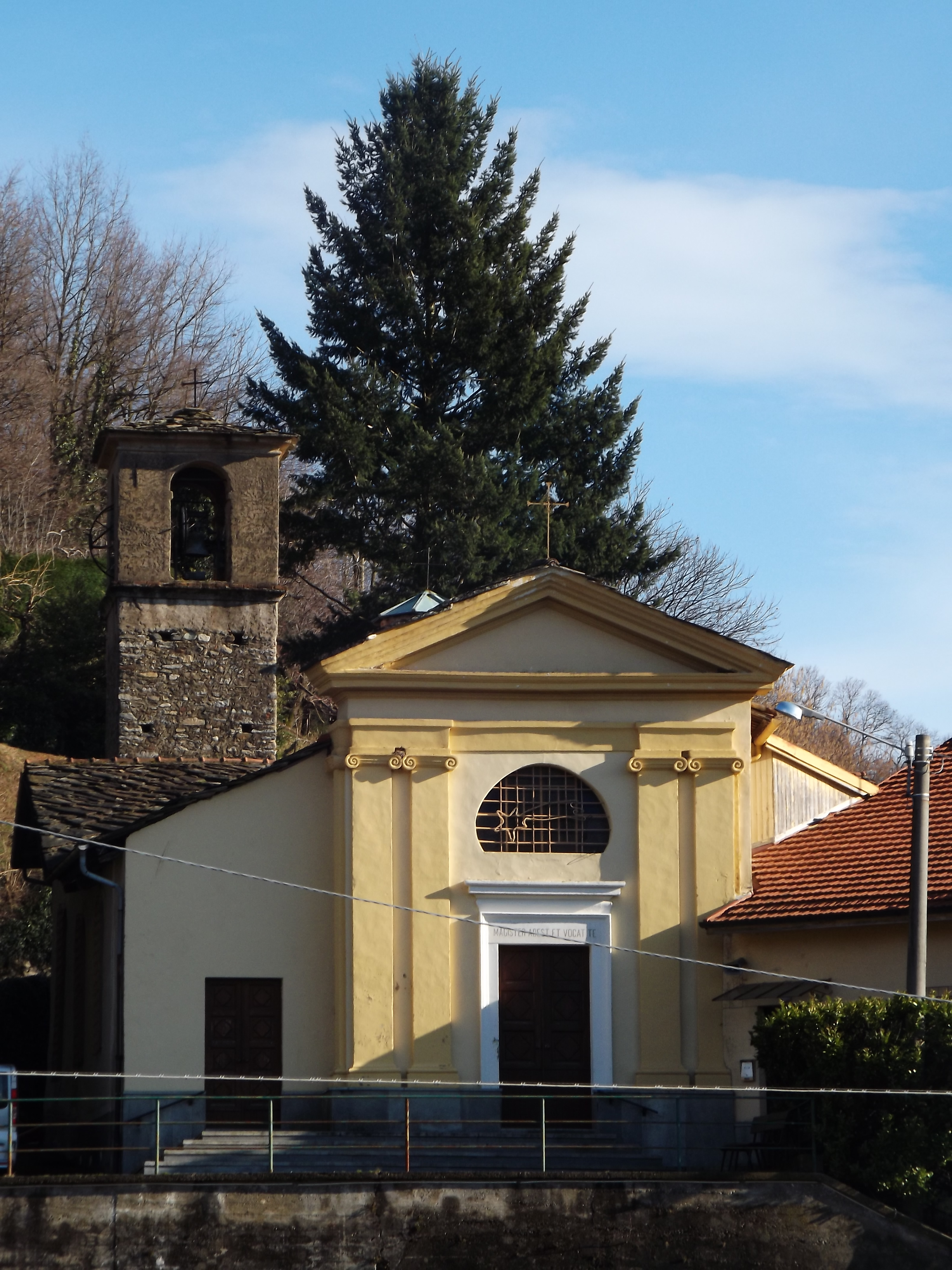
La chiesa parrocchiale di Priacco

Il Papa Innocenzo VIII con bolla del 20 giugno 1491 ne confermò il diritto soprattutto perché De Beccutis aveva fatto ricostruire la chiesa e la casa parrocchiale, ed accresciutane la dote. In virtù di tale bolla pontificia, di cui si conserva l'originale negli archivi della curia vescovile d'Ivrea, si confermò il giuspatronato della chiesa di San Faustino di Priacco all'arciprete ed a suoi eredi in perpetuo.
In seguito ai decreti del Concilio di Trento la parrocchia fu ridotta a vicaria perpetua il 31 marzo 1650. In seguito all'estinzione del casato Beccutis, il vescovo Pompeo Valperga con ordinanza del 20 ottobre 1668, dichiarò spettarne la successione alla famiglia Gays di Rivara, che ne nominarono due vicari. L'ultimo istituito, che fu il canonico Giacomo Ilarione Gays volle rendersi benemerito del luogo di Priacco con elargizioni a favore della chiesa e dei poveri.
Priacco era compreso nella contea di Valperga. Nonostante le diverse mutazioni avvenute nel tempo, appartenne sempre alla provincia, e alla diocesi d'Ivrea, così richiedendolo la sua posizione sulla sponda opposta del torrente Orco rispetto a Cuorgnè, suo comune di appartenenza.
Fino al 1928 Priacco è stato comune autonomo, poi fu appunto incorporato a Cuorgnè, insieme al comune autonomo di Salto.

### Ritrovamento insediamento romano
Nel 2006, durante i lavori di realizzazione della circonvallazione della Statale 460, sono venuti alla luce dei resti di un insediamento di epoca romana. Il ritrovamento, identificato in una fattoria, non è stato ritenuto d'importanza tale da giustificare una modifica dei progetti o il blocco dei lavori, che sono ripresi dopo che gli edifici del piccolo villaggio sono stati messi in sicurezza sotto un tessuto traspirante che conserverà l'insediamento sotto due metri di terra. Dell'intervento si è occupata, con il benestare della Soprintendenza, la società di archeologia Archiéo di Camogli, che ha documentato e archiviato la scoperta del sito, malauguratamente posizionato troppo vicino alla strada e impossibile da valorizzare.
Il ritrovamento è l'ulteriore testimonianza della presenza dell'uomo in Canavese già in epoca romana e tra le prime nell'area di Priacco.

## Territorio

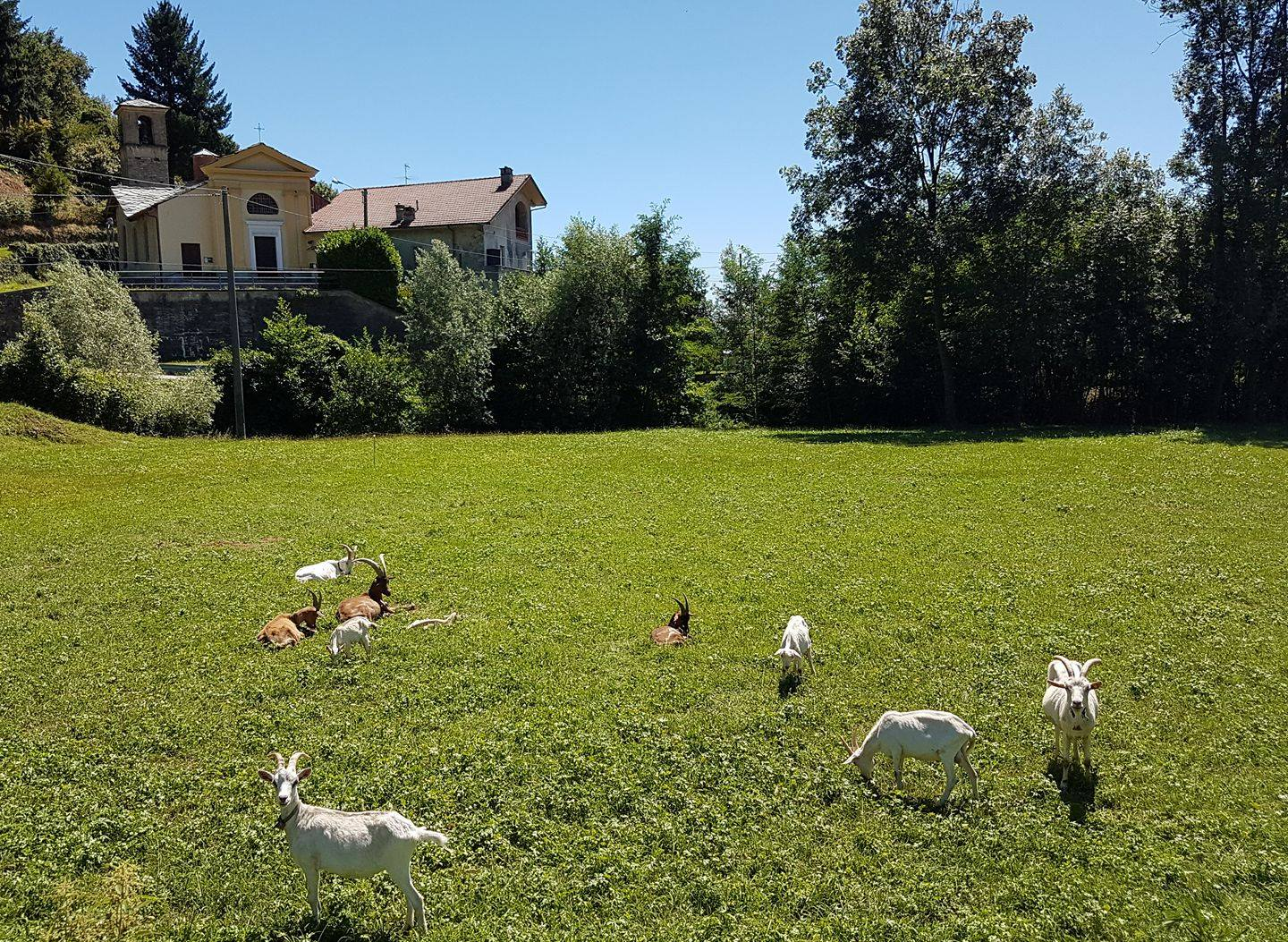
Caprini al pascolo in località Parrocchia.

Il territorio della frazione è in maggioranza pianeggiante, generalmente coltivato a prato, con qualche campo di mais e in parte sfruttato per il pascolo di caprini, asini e occasionalmente mucche. Nelle colline e sui pendii la coltivazione prevalente è la vite, numerosi gli alberi da frutto come melo, pero, ciliegio, pesco e fico. Notevoli sono anche i boschi, nella zona detta "Valassa", con predomio di castagni e noci. Priacco nella zona è riconosciuta come il polmone verde del comune di Cuorgnè, infatti è il borgo che vanta le maggiori estensioni di terreno a prato stabile, che danno al paese la caratteristica di verde Canavesano.
Il territorio di Priacco è interamente attraversato dal Rio Bandono, un piccolo ruscello che si getta nel torrente Orco in prossimità del ponte della circonvallazione della Statale 460, in zona Piova.

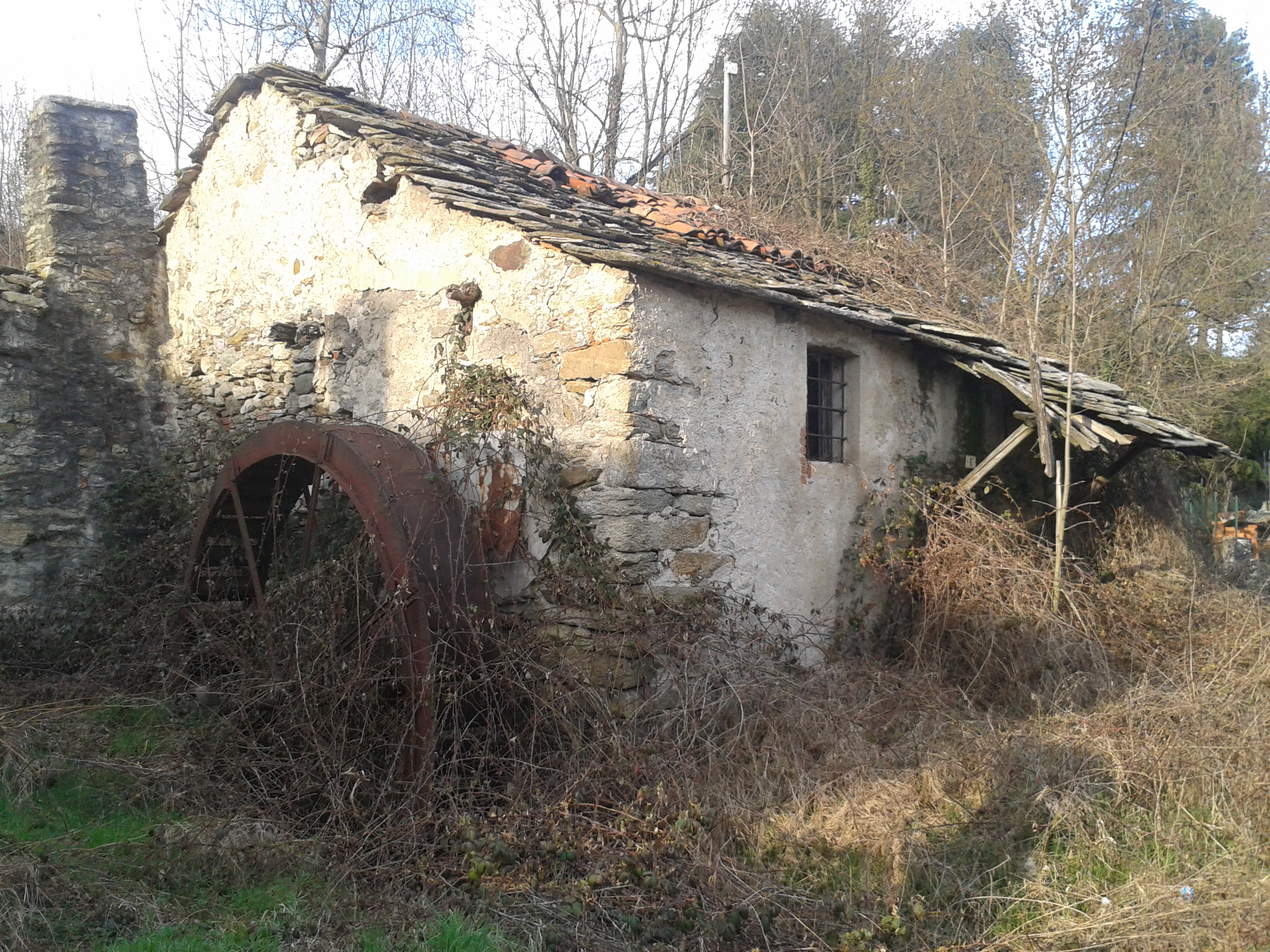
Antico mulino di Priacco.

La frazione è suddivisa in varie borgate, la principale è quella del Capoluogo. A nord verso Chiesanuova, in zona decisamente collinare c'è la borgata denominata "Case Morgando", a sud della frazione, troviamo in ordine località "Parrocchia" e "Ciocchetti" a breve distanza, canton "Turina", sul confine con il comune di Castellamonte c'è la località "Piova" e sulla collina ad est del paese è ubicato Canton "Vasetto".
A Priacco si trovano anche due antichi mulini ad acqua (ora abbandonati), una pregevole cascina del 1790, ex residenza arcivescovile con un parco di 15.000 m²; una Cappella dedicata a San Rocco risalente al 1700; mentre la chiesa parrocchiale, che si trova fuori dal centro abitato, è dedicata a San Faustino.
Gli abitanti di Priacco sono detti priacchesi, ma un tempo erano conosciuti in tutta la zona come i "capei fourà" ovvero i cappelli bucati: si narra infatti che durante un consiglio comunale, un assessore bucò il cappello ad un suo collega mediante un ferro da maglia reso rovente sul camino.

## Cultura

### Istruzione
Nella piazza principale di Priacco è presente la scuola elementare, fornita di mensa scolastica e legata alla direzione didattica di Cuorgnè.

### Il soggiorno di Salgari
Tra il 1895 e il 1897 lo scrittore Emilio Salgari ha soggiornato a Cuorgnè con la famiglia. Inizialmente aveva affittato un appartamento in Piazza Pinelli, ma successivamente decise di spostarsi nella frazione di Priacco. Qui aveva preso in affitto un appartamento che si trovava sopra un'osteria di proprietà della famiglia Gay. Un giorno decise che quel tempietto del buon vino dovesse chiamarsi "Cantina del Guerriero Galliano", in memoria del pluridecorato ufficiale piemontese che combatté ad Agordat, Coatit e Macallè.
Salgari amava l'aria fine della collina e le passeggiate nei boschi, ma che lo distraevano troppo dal lavoro, e proprio per questo motivo dovette tornare a vivere a Torino.